# Arte 360°-Reportage/DVDs
Diese Liste enthält alle Veröffentlichungen auf DVD, die zur Fernsehserie Arte 360°-Reportage im Handel erschienen sind.

## Erscheinungsjahr 2007
- Kolumbien – Die rasenden Engel der Linea 5 (Anzahl an DVDs: 1, Erscheinungsdatum: 01.01.2007, Abspieldauer in Minuten: 52, EAN 4009496401519)

## Erscheinungsjahr 2009
- Beirut – Die Milliarden Dollar Utopie (Anzahl an DVDs: 1, Erscheinungsdatum: 02.09.2009)

- Chandigarh – Leben im Beton (Anzahl an DVDs: 1, Erscheinungsdatum: 02.09.2009, Abspieldauer in Minuten: 25, EAN 0883629672168)

- Chemie der Traurigkeit (Anzahl an DVDs: 1, Erscheinungsdatum: 02.09.2009, Abspieldauer in Minuten: 25, EAN 0883629672458)

- Cunahá – Tod im Regenwald (Anzahl an DVDs: 1, Erscheinungsdatum: 02.09.2009, Abspieldauer in Minuten: 25, EAN 0883629673196)

- Der Blechmusik Oskar (Anzahl an DVDs: 1, Erscheinungsdatum: 02.09.2009, Abspieldauer in Minuten: 25, EAN 0883629673424)

- Der Markt der Schönheit (Anzahl an DVDs: 1, Erscheinungsdatum: 02.09.2009)

- Die Baustelle des Herrn (Anzahl an DVDs: 1, Erscheinungsdatum: 02.09.2009, Abspieldauer in Minuten: 25, EAN 0883629672953)

- Die Farm der Schmetterlinge (Anzahl an DVDs: 1, Erscheinungsdatum: 02.09.2009, Abspieldauer in Minuten: 25, EAN 0883629673134)

- Die Schule der Inuit (Anzahl an DVDs: 1, Erscheinungsdatum: 02.09.2009)

- Die Seelensammler von Bangkok (Anzahl an DVDs: 1, Erscheinungsdatum: 02.09.2009, Abspieldauer in Minuten: 25, EAN 0883629673622)

- Geniale Störenfriede (Anzahl an DVDs: 1, Erscheinungsdatum: 02.09.2009, Abspieldauer in Minuten: 25, EAN 0883629672359)

- Mehr als nur ein Kinderspiel (Anzahl an DVDs: 1, Erscheinungsdatum: 02.09.2009, Abspieldauer in Minuten: 25, EAN 0883629672618)

- Mensch Roboter! (Anzahl an DVDs: 1, Erscheinungsdatum: 02.09.2009)

- Musik macht klug (Anzahl an DVDs: 1, Erscheinungsdatum: 02.09.2009)

## Erscheinungsjahr 2011
- Eine Reise durch Nordamerika (Anzahl an DVDs: 4, Erscheinungsdatum: 01.12.2011, Abspieldauer in Minuten: 517, EAN 4006680063492)

1. Alligatorjagd in Florida
2. Im Land der schwarzen Witwen
3. Kalifornien auf die harte Tour
4. Die verrückten Karren des Mr. Winfried
5. Hawaii, Beachboys auf Patrouille
6. SOS in den Rocky Mountains
7. Von Männern und Mustangs
8. In acht Meilen um die Welt
9. New York – Die kleinste Oper der Welt
10. Cranberry-Saison auf Cape Cod
11. Die Holzfäller von British Columbia
12. Highway durch die Arktis

- Russland – Land der Extreme (Anzahl an DVDs: 4, Erscheinungsdatum: 01.12.2011, Abspieldauer in Minuten: 517, EAN 4006680063485)

1. Eremitage – Palast der Katzen
2. Die Sandmenschen von Schoina
3. Die Kinder des Vater Nikolai
4. Laetitia, allein unter Wölfen
5. Russlands Zirkusschule auf Tour
6. Baikalsee, ein Wintermärchen
7. Die Eisenbahn vom Baikal zum Amur
8. Die Feuerspringer von Sibirien
9. Das Mysterium der sibirischen Mumie
10. Goldrausch in Sibirien
11. Der Lachszähler von Kamtschatka
12. Kamtschatka, kochende Erde

## Erscheinungsjahr 2012
- Der Mensch und das Meer (Anzahl an DVDs: 8, Erscheinungsdatum: 01.05.2012, Abspieldauer in Minuten: 1039, EAN 4006680063249)

- Eine Seereise durch den Norden Europas (Anzahl an DVDs: 2, Erscheinungsdatum: 01.05.2012, Abspieldauer in Minuten: 260, EAN 4006680063263)

1. Das Postschiff zum Ende der Welt
2. Die Narzisseninsel vor Cornwall
3. Sark, die Kanalinsel der Queen
4. Spitzbergen, Eisige Insel
5. Island, Leben auf dem Pulverfass
6. Die Halligen, Mitten im Winter, Mitten im Wasser

- Geheimnisvolle Inseln (Anzahl an DVDs: 3, Erscheinungsdatum: 01.05.2012, Abspieldauer in Minuten: 388, EAN 4006680063270)

1. St. Helena, vergessen im Atlantik
2. Falklandinseln – Pinguine auf dem Vormarsch
3. Saint Pierre & Miquelon, Archipel in der Isolation
4. Sokotra, Schatzinsel in Gefahr
5. Lamu, die Insel der Esel
6. Das Vermächtnis der Marquesas-Inseln
7. Honeymoon auf Hainan
8. Miyako – Insel des langen Lebens
9. Tasmanien – Wächterin im Paradies

- Leben an der Küste (Anzahl an DVDs: 3, Erscheinungsdatum: 01.05.2012, Abspieldauer in Minuten: 391, EAN 4006680063256)

1. Unterwegs mit der Irish Coast Guard
2. Die Todesküste von Galicien
3. Eine Fähre nach Afrika
4. Venezuela – Die alte Frau und das Meer
5. Die Magellan-Lotsen
6. Peru – Delfine in Gefahr
7. Das Perlenimperium von Palawan
8. Die Meerfrauen von Japan
9. Die schwimmenden Dörfer der Ha Long Bucht

- Afrika – Eine Entdeckungsreise (Anzahl an DVDs: 4, Erscheinungsdatum: 04.10.2012, Abspieldauer in Minuten: 691, EAN 4006680065168)

1. Die Verwandlungskünstler von Dakar
2. Mauretanien – Aufstand der Fischer-Frauen
3. Marokko, die andere Seite des Paradieses
4. Tunesien, die Suche nach dem Tintenfisch
5. Eritrea – Ein Esel für die Zukunft
6. Der Wüstendoktor
7. Auf den Dächern von Kairo
8. Die letzten Kamelkarawanen der Sahara
9. Uganda – Der Weg zum Fahrradtaxi
10. Wildererjagd am Mount Kenya
11. Ruanda, Land der Frauen
12. Kenia – Das Dorf der Frauen
13. Idjwi – Afrikas vergessene Insel
14. Die Trommler von Burundi
15. Hexenwahn in Tansania
16. Vom Klassenzimmer in die Kalahari

- Asien – Kontinent der Gegensätze (Anzahl an DVDs: 4, Erscheinungsdatum: 04.10.2012, Abspieldauer in Minuten: 693, EAN 4006680065151)

1. Mit dem Wanderbarden durch Aserbaidschan
2. Die neuen Nomaden von Kirgistan
3. Vagabunden der Wüste Gobi
4. Nepal – Die Krieger vom Dach der Welt
5. Postbote im Himalaya
6. Das Kinderparlament von Rajasthan
7. Sikkim, das alte Wissen der Schamanen
8. Majuli, ein Inselvolk trotzt den Fluten
9. Thailand – Kinder im Ring
10. Buddhas Kinder im Goldenen Dreieck
11. Kambodscha – Die Seele der Seide
12. Der Kräutergarten von Java
13. Wenzhou, die Schuh-Stadt von China
14. Kung Fu – Chinas neue Kämpferinnen
15. China, im Reich der Mosuo-Frauen
16. Miyako – Insel des langen Lebens

- Eine Expedition durch Südamerika (Anzahl an DVDs: 4, Erscheinungsdatum: 04.10.2012, Abspieldauer in Minuten: 682, EAN 4006680065175)

1. Stilikone Panamahut
2. Kolumbien – Ein Riesenrad auf Reisen
3. Die Rasenden Engel der Línea
4. Guano, Schatzinsel und Vogeldreck
5. Peru – Delfine in Gefahr
6. Das Salz der Inka
7. Das Dschungel-Orchester
8. Chile – Segen und Fluch einer Kupfermin
9. Das schwimmende Krankenhaus vom Amazonas
10. Brasilien – Büffel auf Streife
11. In den Smaragdbergen von Bahia
12. Die Köchin von Bahia
13. Paraguays neue Häuser
14. Rio de la Plata – SOS am Silberfluss
15. Die Windreiter der Anden
16. Der weiße Berg von Feuerland

- Die erstaunliche Welt der Tiere (Anzahl an DVDs: 4, Erscheinungsdatum: 06.12.2012, Abspieldauer in Minuten: 687, EAN 4006680065182)

1. Weltmeister auf vier Pfoten
2. Auf der Spur des spanischen Luchses
3. der Affenflüsterer
4. Biberkrieg in Bayern
5. Der Otter-Mann von Ungarn
6. Wilde Pferde im Donaudelta
7. Jordanien, Dynastie der Pferde
8. Die Mutter der Bonobos
9. Der Andenkondor, König der Lüfte
10. Hai-Alarm in Polynesien
11. Taipan, die gefährlichste Schlange der Welt
12. Die Krabbenflut
13. Sumatras letzte Orang-Utans
14. Philippinen – Rendezvous mit einem Adler
15. Auf Schlangenfang in Kambodscha
16. Indiens Dschungelbuchklinik

- Eine kulinarische Reise um die Welt (Anzahl an DVDs: 3, Erscheinungsdatum: 06.12.2012, Abspieldauer in Minuten: 513, EAN 4006680065199)

1. Arganöl – Marokkos weißes Gold
2. Das Whisky-Geheimnis von Islay
3. Champagner für alle!
4. Ein Traum von Schokolade
5. Rum auf Guadeloupe
6. Esmeraldas Edelkakao
7. Der Weinpriester von Bali
8. Kyuchu – wo Japans Grüner Tee wächst
9. Bangkoks krabbelnde Delikatessen
10. Kaviar – der Schatz aus dem Iran
11. Georgien, die Wiege des Weins
12. Armenien, die Früchte aus dem Paradies

- Legendäre Eisenbahnstrecken (Anzahl an DVDs: 2, Erscheinungsdatum: 06.12.2012, Abspieldauer in Minuten: 303, EAN4006680063423)

1. Die Teebahn von Darjeeling
2. Die Bambusbahn von Kambodscha
3. Überleben am Manila Express
4. Die Eisenbahn vom Baikal zum Amur
5. Legende auf Schienen, Skandinaviens Kirunabahn
6. Die Waldbahn der Karpaten
7. Die Benguela-Bahn in Angola

- Städte und ihre Geheimnisse (Anzahl an DVDs: 2, Erscheinungsdatum: 06.12.2012, Abspieldauer in Minuten: 341, EAN 4006680063430)

1. New York – Die kleinste Oper der Welt
2. Rio – vom Strich auf den Laufsteg
3. Rom – Das Leben der Komparsen
4. Florenz, Fussball bis aufs Blut
5. Jerusalem im Morgengrauen
6. Auf den Dächern von Kairo
7. Johannesburg – Eine Stadt macht dicht
8. Taipeh 101 – Der Himmel über Taiwan

## Erscheinungsjahr 2016
- Die Welt der Pferde (Anzahl an DVDs: 2, Erscheinungsdatum: 07.07.2016, Abspieldauer in Minuten: 310, EAN 4006680079080)

1. Die letzten Cowboys der Toskana
2. Andalusien – Edle Pferde, wilde Stiere
3. Königliche Mounties – Kanadas berittene Polizei
4. Sardinien, Stolz und Ehre hoch zu Ross
5. Attila und die Pferde der Puszta
6. Joaquims wilde Reiter

- Eine Reise durch Mexiko und die Karibik (Anzahl an DVDs: 2, Erscheinungsdatum: 07.07.2016, Abspieldauer in Minuten: 350, EAN 4006680082882)

1. Die Kämpferinnen von Mexiko
2. Basketball – Die Barfussspieler von Mexiko
3. Bahamas – Unverfälscht!
4. Kuba, eine Generation im Wandel
5. Ein Baumhaus in Costa Rica
6. Die Oldtimer von Curaçao
7. Venezuela, die Blitze von Catatumbo
8. Rum auf Guadeloupe

- Leben in Italien (Anzahl an DVDs: 2, Erscheinungsdatum: 07.07.2016, Abspieldauer in Minuten: 300, EAN 4006680082875)

1. Die Rettungshunde vom Gardasee
2. Die Marmorberge von Italien
3. Hinter den Kulissen von Venedig
4. Der Maestro, Neapels legendärer Boxmeister
5. Hochzeit auf Neapolitanisch
6. Rom – Das Leben der Komparsen

- Berufe extrem (Anzahl an DVDs: 3, Erscheinungsdatum: 01.09.2016, Abspieldauer in Minuten: 624, EAN 4006680079103)

1. Arktis – Die Route der Atomeisbrecher
2. Auf dem Floß durch die Schluchten von Tara
3. Tanganjikasee, vom Kanonenboot zum Passagerischiff
4. Die Eisbergjäger von Neufundland
5. Ein Dorfladen reist durch Lettland
6. Bolivien, Lebensader der Todestraße
7. Die Polarbahn
8. Nicaragua – Fluch der Langustentaucher
9. Der Polarflieger
10. Die Feuerflieger von Valencia
11. Kanadas Buschpiloten im Einsatz
12. Unter Haien – Riffpatrouille in der Sulu-See

- Das Leben auf dem Wasser (Anzahl an DVDs: 3, Erscheinungsdatum: 01.09.2016, Abspieldauer in Minuten: 468, EAN 4006680082905)

1. Arktis – Die Route der Atomeisbrecher
2. Auf dem Floß durch die Schluchten von Tara
3. Bangladesh, Schiff der Hoffnung
4. Sulawesi – Die letzten Seenomaden
5. Tanganjikasee, vom Kanonenboot zum Passagierschiff
6. Unter Haien – Riffpatrouille in der Sulusee
7. Die Eisbergjäger von Neufundland
8. Hamburg, die Stadt der Schwäne
9. Die Dhaus, Arabiens legendäre Schiffe

- Einzigartige Kulturen (Anzahl an DVDs: 2, Erscheinungsdatum: 01.09.2016, Abspieldauer in Minuten: 416, EAN 4006680079066)

1. Die Kichwa-Krieger und das Öl
2. Auf den Spuren der Wikinger
3. Polarschule der Nomadenkinder
4. Tonga, Paradies der Südsee
5. Kanada, Indianer schreiben Geschichte
6. Der Samurai von Fukushima
7. Mustang – Flucht aus den Bergen
8. Sulawesi, die letzten Seenomaden

- Hilfe für die Tierwelt (Anzahl an DVDs: 2, Erscheinungsdatum: 20.10.2016, Abspieldauer in Minuten: 420, EAN 4006680079097)

1. Boliviens junge Wilde
2. Hamburg, Stadt der Schwäne
3. Tasmanien – Sympathie für den Teufel
4. Die goldenen Schildkröten von Madagaskar
5. Jenny und ihre Flughunde
6. Gnadenhof „Gut Aiderbichl“
7. Bishnoi, Tierliebe bis in den Tod
8. Bolivien – Kleine Käfer, großes Geld!

- Starke Frauen (Anzahl an DVDs: 3, Erscheinungsdatum: 20.10.2016, Abspieldauer in Minuten: 628, EAN 4006680079073)

1. Churubamba – Frauen am Ball
2. Die Falkenärztin von Abu Dhabi
3. Sumatra – Ettis Schönheitssalon
4. Die Kämpferinnen von Mexiko
5. Die Bogenschützin von Bhutan
6. Bahamas unverfälscht!
7. Bangladesch, Schiff der Hoffnung
8. Rosa Amélia – Fische, Freunde, Fado
9. Exzentriker der Düfte
10. Jemens verschleierte Zukunft
11. Jillaroos – Cowgirls im Australischen Outback
12. Joana – Make-up und Motorenöl

## Erscheinungsjahr 2020
- Die ausgefallensten Sportwettkämpfe (Anzahl an DVDs: 2, Erscheinungsdatum: 02.04.2020, Abspieldauer in Minuten: 410, EAN 4006680095264)

1. Die Schlammfußballer von Island
2. Kushti, Indiens uralter Kampfsport
3. Spanien, die Kunst der Menschentürme
4. Pyrenäen, ein Hirte zwischen Himmel und Erde
5. Mexiko – Die edlen Reiterinnen
6. Wilde Schweiz, Von Ringern und Schwingern
7. Schottland – Kampf, Clan und Könige
8. Jonathan, der Flugakrobat

- Zwischen Heilkraft und Wellness (Anzahl an DVDs: 2, Erscheinungsdatum: 02.04.2020, Abspieldauer in Minuten: 425, EAN 4006680095257)

1. Yoga, Indiens erstaunliche Medizin
2. Indien, heilendes Ayurveda
3. Thaimassage, die Heilkunst der Buddhisten
4. Die Herren des Lavendel
5. Tibetische Medizin – Heilkraft für die Seele
6. Arnika – Von der Kraft einer Heilpflanze
7. Japan, der Meister des Zen-Gartens
8. Heilende Schwingungen der Klangschalen

- Der Zauber der Anden (Anzahl an DVDs: 2, Erscheinungsdatum: 22.10.2020, Abspieldauer in Minuten: 420, EAN 4006680096049)

1. Peru, das Goldhaar der Vikunjas
2. Harpyien, die größten Greifvögel des Regenwaldes
3. Peru, ein Alpaka für Christobal
4. Chivas – Kolumbiens bunte Busse
5. Valparaíso, die Stadt der Aufzüge
6. Chile, die Leuchttürme am Ende der Welt
7. Atacamawüste – Leben ohne Wasser
8. Bolivien – Kleine Käfer, großes Geld!

- Deutschland – Quer durch die Heimat (Anzahl an DVDs: 2, Erscheinungsdatum: 22.10.2020, Abspieldauer in Minuten: 410, EAN 4006680096018)

1. Die Ostsee, Sehnsuchtsort der Kraniche
2. Zauberhafte Mosel
3. Spreewald – Kähne, Köche, Klapperstörche
4. Elbsandsteingebirge – Märchenwelt und Meisterwerke
5. Die Halligen mitten im Winter, mitten im Wasser
6. Hamburg, die Stadt der Schwäne
7. Gnadenhof „Gut Aiderbichl“
8. Biberkrieg in Bayern

- Eine Reise nach Südostasien (Anzahl an DVDs: 2, Erscheinungsdatum: 22.10.2020, Abspieldauer in Minuten: 420, EAN 4006680096001)

1. Chatuchak, Bangkoks Riesenmarkt
2. Auf Schlangenjagd in Bangkok
3. Myanmars Bambusbrücke – Ein Dorf packt an!
4. Myanmar, die Marmorküste von Mandalay
5. Vietnam, das Schicksal der Mondbären
6. Java, zauberhafte Schattentheater
7. Unter Haien: Riffpatrouille in den Sulu-See
8. Sulawesi – Die letzten Seenomaden